# Takeo Fukuda
Takeo Fukuda (福田 赳夫, Fukuda Takeo, Takasaki, Gunma, 14 de gener de 1905 - 5 de juliol de 1995) fou un polític japonès i el 67è Primer Ministre del Japó des del 24 desembre 1976 fins al 7 de desembre de 1978.

## Biografia
Va néixer a la prefectura de Gunma i va estudiar a la Universitat Imperial de Tòquio. Abans i durant la Segona Guerra Mundial va ser com buròcrata en el Ministeri de Finances. Després de la guerra, va dirigir l'oficina general de comptabilitat.
El 1952 va ser elegit a la Cambra de Representants per al Tercer Districte de Gunma. Va ser elegit secretari del Partit Liberal Democràtic el 1957 i va exercir com a ministre d'Agricultura, Silvicultura i Pesca (1959 fins a 1969), fou Ministre de Finances (1969 fins a 1971), i Ministre d'Afers Exteriors (1971 - 1973) i Director de l'Agència de Planificació Econòmica (1974 fins a 1976). Va ser candidat a primer ministre el 1972, però va perdre davant Kakuei Tanaka.
Va arribar a la presidència del Partit Liberal Democràtic i fou Primer Ministre de mans de Takeo Miki, després de l'elecció de 1976. Va romandre en el càrrec, gràcies al suport de partits petits mantenint una majoria parlamentària. Malgrat que va ser considerat un conservador en la política exterior, Fukuda va tenir crítiques en acceptar les demandes d'un grup terrorista que va segrestar el Vol 472 de Japan Airlines, en considerar que la vida humana era el més important.

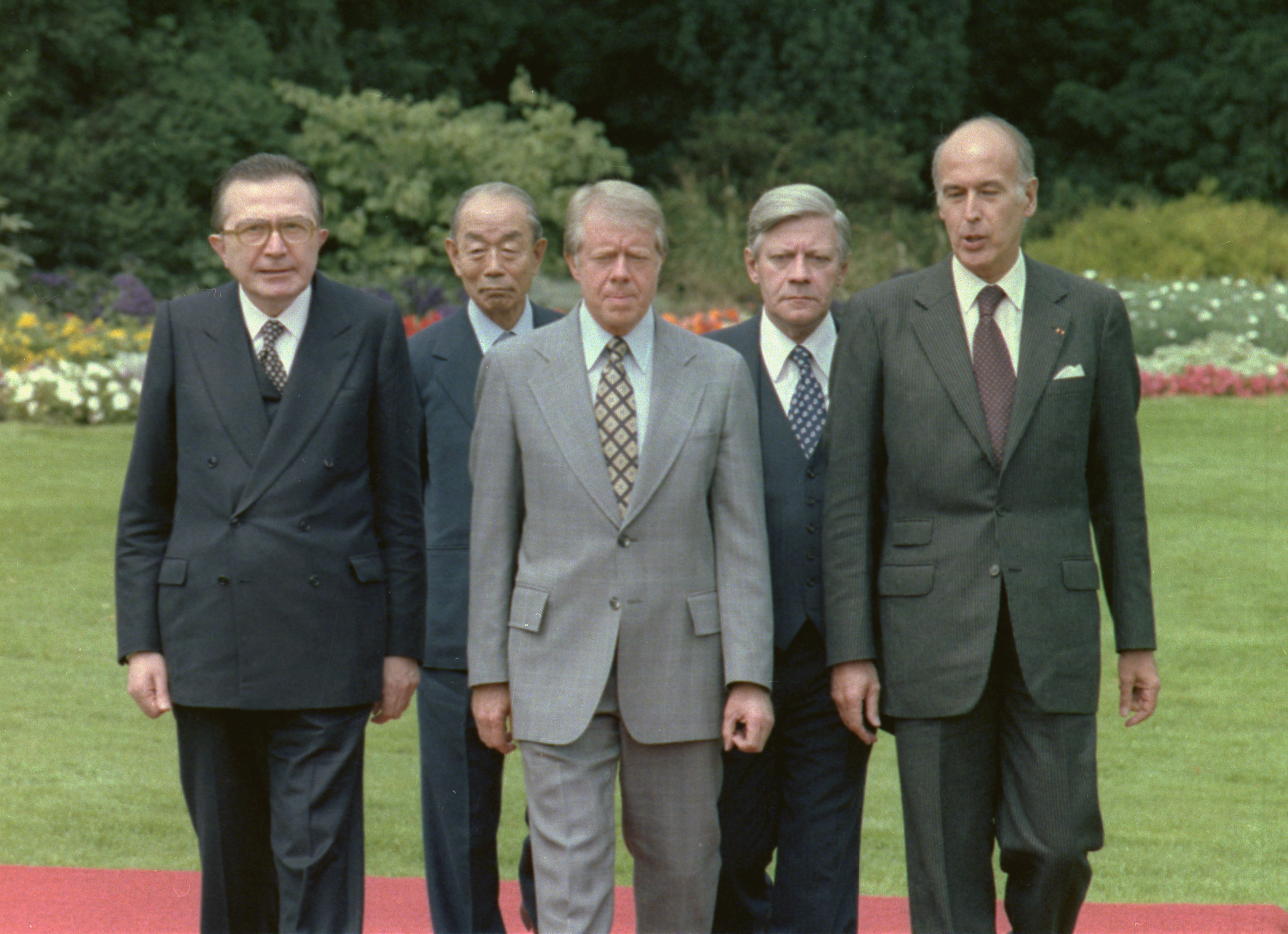
Fukuda en el G8 de 1978, segon des de la dreta

En un esforç d'acabar el sistema de faccions del PLD, va introduir les eleccions primàries dins del partit. Irònicament, en la primera elecció primària a finals de 1978, va ser derrotat per Masayoshi Ōhira, i va haver de renunciar com a Primer Ministre.
Posteriorment, va ser un personatge important en la formació del Consell d'Interacció.
Es va retirar de la política el 1990 i va morir el 1995.
El seu fill gran, Yasuo Fukuda, fou Primer Ministre del Japó.